# Cebu (thành phố)
Cebu (tiếng Cebu: Dakbayan sa Sugbu; tiếng Filipino: Lungsod ng Cebu) là một "thành phố đô thị hoá cao" bậc nhất tại vùng Trung Visayas, Philippines. Thành phố Cebu là thủ phủ của tỉnh Cebu, tuy nhiên thành phố được cai quản độc lập với tỉnh. Theo điều tra nhân khẩu năm 2015, thành phố có 922.611 cư dân, là thành phố đông dân thứ năm toàn quốc và đông dân nhất Visayas. Thành phố Cebu là một trung tâm quan trọng về thương nghiệp, mậu dịch và giáo dục tại Visayas.
Thành phố nằm ở phía đông của đảo Cebu, và là trung tâm của một vùng đô thị mang tên là Metro Cebu. Metro Cebu có tổng dân số là 2.849.213 tính đến năm 2015, là vùng đô thị đông dân thứ nhì toàn quốc sau Metro Manila tại Luzon.
Thành phố Cebu là điểm định cư đầu tiên của người Tây Ban Nha tại Philippines, và là thành phố cổ nhất tại đảo quốc, cũng là thủ đô đầu tiên của Philippines. Thành phố được cho là Đầu nguồn của Cơ Đốc giáo tại Viễn Đông. Cebu là "thành phố thứ hai" của Philippines, sau Manila. Cebu có cảng nội địa chính yếu của Philippines, và có trụ sở của khoảng 80% công ty vận tải tàu biển nội địa của toàn quốc.

## Từ nguyên
Tên gọi "Cebu" bắt nguồn từ sibu hay sibo ("buôn bán") trong tiếng Cebu cổ, một dạng ngắn của từ sinibuayng hingpit ("nơi buôn bán"). Ban đầu nó được dùng cho các bến cảng của thị trấn Sugbu, tên cổ của thành phố Cebu. Sugbu thì bắt nguồn từ một thuật ngữ trong tiếng Cebu cổ nghĩa là "tiêu thổ" hoặc "cháy lớn".

## Lịch sử
Trước khi người Tây Ban Nha đến, thành phố Cebu là bộ phận của một vương quốc trên đảo Cebu, vương quốc này là một trung tâm buôn bán và nay được gọi là Vương quốc Cebu. Thành phố do một hoàng tử của Vương triều Chola thành lập, ông là người lai Mã Lai và Tamil, có tên là Sri Lumay. Tên gọi Sugbu (dạng ngắn của Kang Sri Lumaying Sugbu) ám chỉ chiến thuật tiêu thổ của Sri Lumay chống lại những kẻ tấn công Moro theo Hồi giáo (Magalos).
Ngày 7 tháng 4 năm 1521, nhà thám hiểm người Bồ Đào Nha Ferdinand Magellan đổ bộ tại Cebu. Ông được Quốc vương Rajah Humabon hoan nghênh. Tuy nhiên, Magellan sau đó bị giết trong trận Mactan ở hòn đảo gần thành phố Cebu, và các thành viên còn lại trong đoàn viễn chinh đã rời Cebu sau khi một vài người bị Humabon đầu độc do ông lo ngại sẽ bị ngoại bang xâm chiếm. Quân chủ cuối cùng của Sugbu trước khi Tây Ban Nha độ hộ là Rajah Tupas (mất năm 1565).
Ngày 13 tháng 2 năm 1565, đoàn chinh phục của Tây Ban Nha dưới quyền Miguel López de Legazpi đến đảo Samar, sau đó chiếm lĩnh đảo này. Người Tây Ban Nha đến Cebu vào ngày 15 tháng 4 năm 1565, họ nỗ lực thương lượng với quân chủ địa phương là Rajah Tupas song nhận thấy người bản địa đã rời bỏ thị trấn. Rajah Tupas ra trình diện vào ngày 8 tháng 5, đảo Cebu trở thành thuộc địa của Tây Ban Nha. Hiệp ước Cebu được chính thức hoá vào ngày 3 tháng 7 năm 1565. Đoàn của López de Legazpi đặt tên cho thành phố là "Villa de San Miguel de Cebú" (về sau đổi thành "Ciudad del Santísimo Nombre de Jesús)." Năm 1567, đồn Cebu được củng cố khi có thêm 2.100 binh sĩ đến từ Tân Tây Ban Nha (Mexico). Thuộc địa ngày càng phát triển và sau đó có thêm pháo đài San Pedro.
Đến năm 1569, khu định cư của người Tây Ban Nha tại Cebu trở nên quan trọng do là một cảng an toàn cho tàu thuyền từ Mexico và là một điểm xuất phát để khám phá thêm quần đảo. Một số đoàn viễn chinh quy mô nhỏ dưới quyền Juan de Salcedo đã đến Mindoro và Luzon, tại đó ông và Martín de Goiti giữ vai trò đứng đầu trong việc khuất phục các vương quốc Tundun và Seludong vào năm 1570. Một năm sau đó, López de Legazpi rời Cebu đi thảo luận về một hoà ước với các quân chủ bị đánh bại. Năm 1571, người Tây Ban Nha cho tăng cường bộ binh từ Mexico, tập hợp một đội quân gồm các chiến binh người Visayas cải sang Cơ Đốc giáo đến từ Cebu và Iloilo cùng với các thương nhân đến từ khu vực Tagalog, và tấn công Vương quốc Brunei.
Ngày 3 tháng 4 năm 1898, các nhà cách mạng địa phương dưới sự lãnh đạo của Leon Kilat đã khởi nghĩa chống lại nhà cầm quyền thực dân Tây Ban Nha và nắm quyền kiểm soát trung tâm đô thị sau ba ngày giao tranh. Cuộc khởi nghĩa kết thúc khi Leon Kilat bị ám sát và binh sĩ chính quyền được tăng viện từ Iloilo. Ngày 26 tháng 12 năm 1898, chính quyền thực dân Tây Ban Nha cho rút binh sĩ đến Zamboanga, chuyển giao tài sản chính phủ cho Pablo Mejia. Ngày sau đó, một chính quyền cấp tỉnh được thành lập với chủ tịch là Luis Flores.

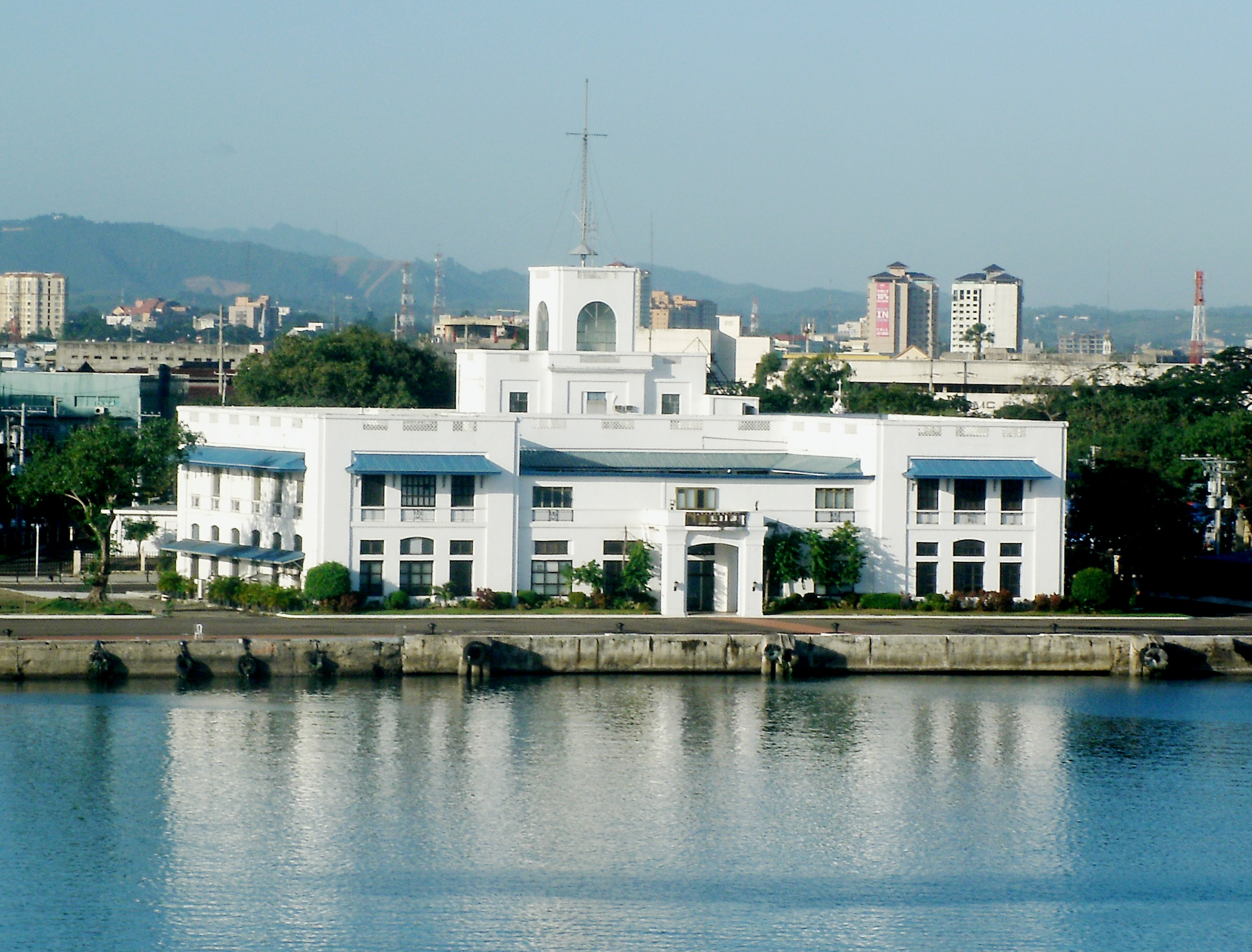
Malacañang sa Sugbo là dinh thự của Tổng thống Philippines tại Visayas

Sau khi ký kết Hiệp định Paris (1898) kết thúc Chiến tranh Tây Ban Nha–Mỹ, Philippines được nhượng lại cho Hoa Kỳ. Ngày 21 tháng 2 năm 1899, USS Petrel (PG-2) triển khai một toán đổ bộ gồm 40 lính lên bờ biển Cebu. Việc chuyển giao Cebu cho chính phủ Thịnh vượng chung được Luis Flores ký kết, song nhiều người khác tiến hành kháng cự cho đến năm 1901. Thống đốc W. H. Taft đến Cebu vào ngày 17 tháng 4 năm 1901, và bổ nhiệm Julio Llorento làm thống đốc đầu tiên của tỉnh. Juan Climaco được bầu nắm giữ chức vụ này vào năm 1904.
Cebu là thị trấn từ khi thành lập vào năm 1565, và được nâng cấp là thành phố vào ngày 24 tháng 2 năm 1937. Nhiều thành phố khác của Philippines như Dansalan (nay là Marawi), Iloilo và Bacolod cũng được hình thành cùng thời điểm.
Cùng với phần còn lại của Philippines, Cebu bị người Nhật chiếm đóng trong Chiến tranh thế giới thứ hai. Người Nhật gặp phải kháng cự từ các du kích và lực lượng không chính quy tại địa phương. Cebu được giải phóng vào tháng 3 và tháng 4 năm 1945.

## Địa lý
Thành phố Cebu có diện tích đất liền là 315 km². Về phía đông bắc của thành phố Cebu là thành phố Mandaue và thị trấn Consolacion; về phía tây là thành phố Toledo và các thị trấn Balamban và Asturias; về phía nam là thành phố Talisay và thị trấn Minglanilla. Qua eo biển Mactan về phía đông là đảo Mactan, trên đảo có thành phố Lapu-Lapu. Xa hơn về phía đông qua eo biển Cebu là thành phố Bohol.
Thành phố Cebu có khí hậu nhiệt đới gió mùa theo phân loại khí hậu Köppen. Thành phố có mùa mưa kéo dài còn mùa khô thì ngắn, chỉ từ tháng 3 đến tháng 4. Nhiệt độ trung bình trong năm có ít biến động, nhiệt độ trung bình ban ngày là từ 27 °C (81 °F) đến 29 °C (84 °F). Thành phố trung bình đón lượng mưa khoảng 1.700 milimét (67 in) mỗi năm.
| Dữ liệu khí hậu của Thành phố Cebu      | Dữ liệu khí hậu của Thành phố Cebu | Dữ liệu khí hậu của Thành phố Cebu | Dữ liệu khí hậu của Thành phố Cebu | Dữ liệu khí hậu của Thành phố Cebu | Dữ liệu khí hậu của Thành phố Cebu | Dữ liệu khí hậu của Thành phố Cebu | Dữ liệu khí hậu của Thành phố Cebu | Dữ liệu khí hậu của Thành phố Cebu | Dữ liệu khí hậu của Thành phố Cebu | Dữ liệu khí hậu của Thành phố Cebu | Dữ liệu khí hậu của Thành phố Cebu | Dữ liệu khí hậu của Thành phố Cebu | Dữ liệu khí hậu của Thành phố Cebu |
| Tháng                                   | 1                                  | 2                                  | 3                                  | 4                                  | 5                                  | 6                                  | 7                                  | 8                                  | 9                                  | 10                                 | 11                                 | 12                                 | Năm                                |
| --------------------------------------- | ---------------------------------- | ---------------------------------- | ---------------------------------- | ---------------------------------- | ---------------------------------- | ---------------------------------- | ---------------------------------- | ---------------------------------- | ---------------------------------- | ---------------------------------- | ---------------------------------- | ---------------------------------- | ---------------------------------- |
| Trung bình ngày tối đa °C (°F)          | 30.3 (86.5)                        | 30.6 (87.1)                        | 31.7 (89.1)                        | 33.0 (91.4)                        | 33.2 (91.8)                        | 32.4 (90.3)                        | 31.5 (88.7)                        | 31.7 (89.1)                        | 31.7 (89.1)                        | 31.5 (88.7)                        | 31.3 (88.3)                        | 30.6 (87.1)                        | 31.6 (88.9)                        |
| Trung bình ngày °C (°F)                 | 26.4 (79.5)                        | 26.6 (79.9)                        | 27.3 (81.1)                        | 28.4 (83.1)                        | 28.8 (83.8)                        | 28.2 (82.8)                        | 27.6 (81.7)                        | 27.7 (81.9)                        | 27.7 (81.9)                        | 27.5 (81.5)                        | 27.3 (81.1)                        | 26.8 (80.2)                        | 27.5 (81.5)                        |
| Tối thiểu trung bình ngày °C (°F)       | 22.6 (72.7)                        | 22.6 (72.7)                        | 23.0 (73.4)                        | 23.9 (75.0)                        | 24.5 (76.1)                        | 24.1 (75.4)                        | 23.7 (74.7)                        | 23.8 (74.8)                        | 23.7 (74.7)                        | 23.5 (74.3)                        | 23.4 (74.1)                        | 23.0 (73.4)                        | 23.5 (74.3)                        |
| Lượng Giáng thủy trung bình mm (inches) | 106.5 (4.19)                       | 67.6 (2.66)                        | 54.4 (2.14)                        | 50.4 (1.98)                        | 107.6 (4.24)                       | 183.5 (7.22)                       | 206.5 (8.13)                       | 184.4 (7.26)                       | 196.7 (7.74)                       | 195.5 (7.70)                       | 157.5 (6.20)                       | 127.3 (5.01)                       | 1.638,2 (64.50)                    |
| Số ngày mưa trung bình (≥ 0.10 mm)      | 12                                 | 10                                 | 9                                  | 7                                  | 11                                 | 16                                 | 16                                 | 16                                 | 16                                 | 19                                 | 15                                 | 15                                 | 162                                |
| Độ ẩm tương đối trung bình (%)          | 79                                 | 78                                 | 75                                 | 72                                 | 75                                 | 80                                 | 82                                 | 80                                 | 81                                 | 82                                 | 81                                 | 81                                 | 79                                 |
| Nguồn: PAGASA                           |                                    |                                    |                                    |                                    |                                    |                                    |                                    |                                    |                                    |                                    |                                    |                                    |                                    |

Thành phố có 80 barangay, chúng được nhóm thành hai khu vực bầu cử quốc hội, 46 barangay ở khu bắc và 34 ở khu nam.

## Nhân khẩu
Theo điều tra vào năm 2010, dân số thành phố là 866.171 người thuộc 161.151 hộ gia đình. Theo điều tra về dân tộc, đại đa số cư dân thành phố nói tiếng Cebu. Công giáo La Mã là tôn giáo chiếm ưu thế tại thành phố Cebu với khoảng 80% dân số. Những người còn lại tin theo các giáo phái Tin Lành như Báp-tít, Giám Lý, phi giáo phái, Iglesia Ni Cristo, Mormon, Nhân Chứng Giê-hô-va, Cơ Đốc Phục Lâm và các nhóm Cơ Đốc giáo khác. Các tôn giáo khác gồm có Hồi giáo, Ấn Độ giáo và Phật giáo. Thành phố Cebu có Bảo điện Đạo giáo Cebu nằm tại Beverly Hills.

## Kinh tế
Ceboom là một từ kết hợp giữa Cebu và Boom (bùng nổ), được sử dụng để nói đến sự phát triển kinh tế nhanh chóng của cả thành phố Cebu và tỉnh Cebu vào đầu thập niên 1990. Thành phố Cebu nằm gần nhiều đảo, bãi biển, khách sạn và khu nghỉ dưỡng, điểm lặn biển và di sản, do vậy du khách nội địa và ngoại quốc thúc đẩy ngành du lịch trong thành phố. Do vị trí địa lý, dễ dàng tiếp cận bằng đường không, đường bộ và đường biển, thành phố Cebu trở thành cửa ngõ đẻ du khách đến với miền trung và miền nam của Philippines. Cảng Cebu là cảng biển lớn thứ nhì toàn quốc sau Manila.

Lối vào Công viên IT Cebu

Thành phố Cebu là một trung tâm lớn của ngành công nghiệp dịch vụ thuê ngoài BPO của Philippines. Năm 2013, Cebu xếp hạng 8 toàn cầu trong "Báo cáo 100 địa điểm BPO" theo hãng tư vấn Tholons. Năm 2012, tăng trưởng trong doanh thu IT-BPO tại Cebu là 26,9% ở mức 484 triệu USD, còn trên toàn quốc thì tăng trưởng 18,2% ở mức 13 tỉ USD.
Aboitiz Equity Ventures, tên cũ là Cebu Pan Asian Holdings, là công ty cổ phần đầu tiên của thành phố Cebu niêm yết tại Sàn giao dịch chứng khoán Philippines. Ayala Corporation thông qua các công ty con Cebu Holdings, Inc. và Cebu Property, đều công khai trên PSE Index, đã phát triển Cebu Park District, là khu vực phát triển hỗn hợp gồm Công viên Kinh doanh Cebu và Công viên IT Cebu. Hai khu vực được quy hoạch ưu việt này là trụ sở cấp vùng của nhiều công ty trong lĩnh vực ngân hàng, tài chính, công nghệ thông tin và du lịch, và các lĩnh vực khác.
Các công ty đóng tàu tại Cebu đã sản xuất các tàu chở hàng rời lên tới 70.000 DWT cũng như tàu cao tốc thân đôi. Ngành công nghiệp này khiến Philippines trở thành quốc gia đóng tàu lớn thứ tư trên thế giới (2013).
Với mức tăng trưởng doanh thu 18,8% vào năm 2012, ngành bất động sản là lĩnh vực tăng trưởng nhanh nhất tại Cebu. Nhờ các chỉ số kinh tế mạnh và mức tin tưởng cao của các nhà đầu tư, có thêm nhiều dự án chung cư và đại siêu thị được phát triển tại địa phương. Ayala Center Cebu là một khu mua sắm tại Cebu Business Park. Có trên 85.000 người đến khu mua sắm mỗi ngày, con số này tăng lên 135.000 mỗi ngày vào dịp cuối tuần.

## Văn hoá
Thành phố Cebu là một trung tâm văn hoá quan trọng tại Philippines, với các dấu ấn của văn hoá Tây Ban Nha và Công giáo La Mã. Địa danh nổi tiếng nhất của thành phố là Thánh giá Magellan. Thánh giá hiện nằm trong một nhà thờ nhỏ và có danh tiếng vì được Ferdinand Magellan dựng lên khi ông đến Philippines vào năm 1521. Nó được bọc gỗ vào năm 1835 nhằm tránh việc tín đồ sùng đạo làm hư hại. Đối với người Philippines, Thánh giá Magellan là một biểu tượng của Cơ Đốc giáo tại đảo quốc. Vương cung thánh đường Minore del Santo Niño nằm gần Thánh giá Magellan, nhà thờ này được nâng hạng thành vương cung thánh đường vào năm 1965 nhân dịp kỷ niệm 400 năm Cơ Đốc giáo tại Philippines được tổ chức tại Cebu. Đây là nhà thờ đầu tiên được hình thành tại quần đảo, được xây bằng đá đẽo và có thánh tích cổ nhất của quốc gia này là hình tượng Santo Niño de Cebú.
Lễ hội Sinulog được cử hành vào Chủ nhật thứ ba của tháng 1, nhằm tôn vinh Santo Niño, người từng được cho là thánh bảo trợ của Cebu. (Vị thế này về sau bị thay bằng Đức mẹ Guadalupe.) Lễ hội Sinulog là một lễ nghi vũ đạo có nguồn gốc bản địa trước thời Tây Ban Nha. Các vũ công tiến hai bước và lùi một bước theo tiếng trống. Cách di chuyển này tương tự ít nhiều với dòng chảy (sulog) của sông, do đó người Cebu gọi là là sinulog.
Thành phố Cebu được cho là nơi sản sinh của thể loại nhạc BisRock. Thuật ngữ "Bisrock" được nhà văn người Cebu Januar E. Yap tạo ra vào năm 2002. Các ban nhạc Bisrock nổi tiếng có thể kể đến như Missing Filemon, Junior Kilat, Phylum, và Scrambled Eggs. Các ban nhạc Urbandub và Cueshé cũng đến từ Cebu song họ hầu hết hát các bài hát của mình bằng tiếng Anh. Lễ hội Reggae Cebu là một lễ hội âm nhạc reggae Philippines nổi tiếng, và hiện trở thành một trong các lễ hội reggae thường niên lớn nhất toàn quốc. Lễ hội nhạc pop Cebu được tổ chức thường niên từ năm 1980, biễu diễn các bài hát nhạc pop bằng tiếng Cebu. Cũng như Lifedance and Sinulog Invasion, lễ hội âm nhạc này cũng được tổ chức vào các ngày trước lễ hội Sinulog.
Cebu Schools Athletic Foundation, Inc. có trụ sở tại thành phố, các trường thành viên của nó nằm trong khu vực Metro Cebu. Liên hiệp này thường được cho là liên minh trường học mạnh nhất bên ngoài Metro Manila. Thành phố có hoạt động quyền Anh sôi nổi, ALA Gym là một trong các phòng tập quyền Anh nổi tiếng nhất tại Philippines. Global Cebu F.C. hiện là đội tuyển thể thao chuyên nghiệp duy nhất chơi tại thành phố, có sân nhà tại Tổ hợp thể thao thành phố Cebu.

## Hạ tầng

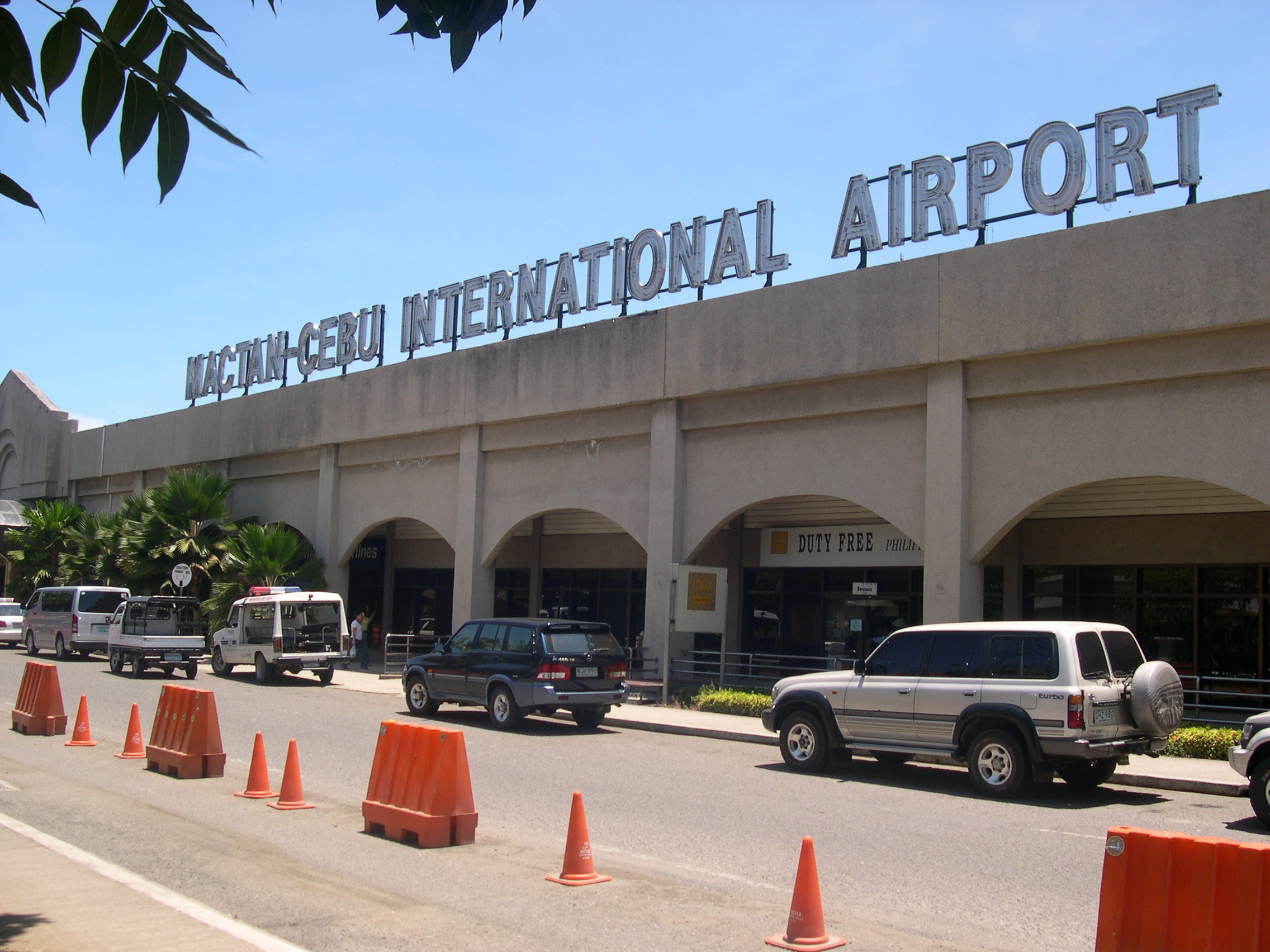
Sân bay quốc tế Mactan-Cebu

Thành phố Cebu có liên kết hàng không thuận tiện thông qua Sân bay quốc tế Mactan-Cebu tại thành phố Lapu-Lapu lân cận, với các đường bay quốc tế trực tiếp đến Hồng Kông, Malaysia, Singapore, Nhật Bản, Trung Quốc, Đài Loan, Dubai và Hàn Quốc, các chuyến bay thuê bao đến Nga và các chuyến bay nội địa. Nhiều hãng hàng không quốc tế và thuê bao có các đường bay đến Cebu. Ngoài ra, các chuyến bay quá cảnh trực tiếp thông qua Sân bay quốc tế Ninoy Aquino cũng giúp liên kết thành phố với thế giới. Cảng Cebu chiếm phần lớn mặt biển của thành phố, không gian bỏ neo là khoảng 3,5 km. Thành phố có hơn 80% tàu liên đảo của Philippines, có các tuyến nội địa chủ yếu là đến Visayas và Mindanao. Giao thông công cộng trong thành phố và vùng đô thị được đáp ứng nhờ hệ thống jeepney, bus và taxi.
Điện năng của thành phố hầu hết được lấy từ một mạng lưới điện nối với Nhà máy địa nhiệt Leyte, đây cũng là nguồn cung điện năng cho phần lớn Visayas. Cebu cũng lấy điện từ một nhà máy nhiệt điện than, một nhà máy nhiệt điện diesel và một nhà máy nhiệt điện tuabin khí tại tổ hợp điện năng Naga.

## Thành phố kết nghĩa
Quốc tế
- Busan, Hàn Quốc
- Guadalajara, Mexico[42]
- Haarlemmermeer, Hà Lan[43]
- Cao Hùng, Đài Loan[44]
- Kortrijk, Bỉ[45]
- Sabrosa, Bồ Đào Nha[46]
- Seattle WA, Hoa Kỳ[47]
- St Petersburg, Nga[48]
- Vladivostok, Nga[49]
- Hạ Môn, Trung Quốc[50]
- Yokohama, Nhật Bản[51]
- Yeosu, Hàn Quốc

Nội địa
- Butuan, Agusan del Norte
- Davao, Davao del Sur
- General Santos, Nam Cotabato
- Manila, Metro Manila
- Ozamiz, Misamis Occidental